# کی‌ایچی ناکای
کی‌ایچی ناکای (انگلیسی: Kiichi Nakai؛ زادهٔ ۱۸ سپتامبر ۱۹۶۱) هنرپیشه اهل ژاپن است. وی از سال ۱۹۸۱ میلادی تاکنون مشغول فعالیت بوده‌است. از فیلم‌هایی که وی در آن نقش داشته‌است، می‌توان به دورورو و شاهزاده خانمی از ماه اشاره کرد.